# Bromelia brocchinia
Espèce
Bromelia brocchinia est une espèce de plantes à fleurs de la famille des Bromeliaceae.

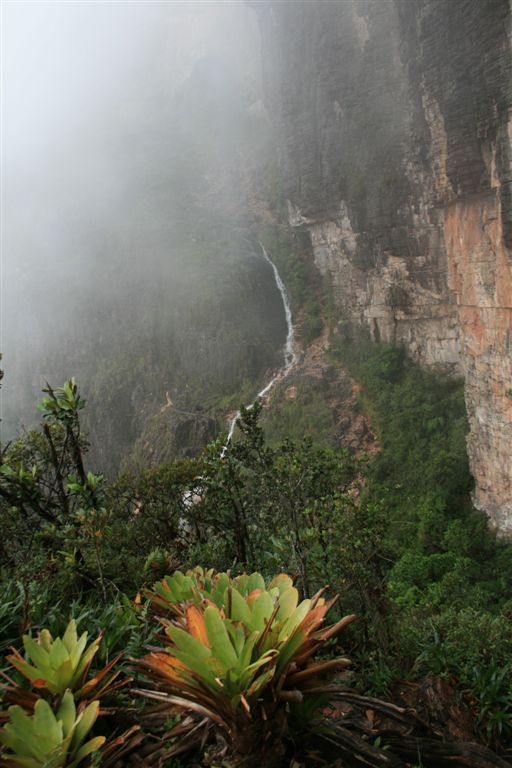
Bromelia brocchinia sur les flancs du mont Roraima au Venezuela.